# Verzy
 Verzy  es una población y comuna francesa, en la región de Champaña-Ardenas, departamento de Marne, en el distrito de Reims y cantón de Verzy.

## Demografía
| 1031 | 1058 | 1007 | 880 | 994 | 1058 |
| Para los censos de 1962 a 1999 la población legal corresponde a la población sin duplicidades (Fuente: INSEE [Consultar]) |      |      |     |     |      |